# Rosa sherardii
Espèce
Classification phylogénétique
Rosa sherardii, le rosier de Sherard, est une espèce de plantes à fleurs de la famille des Rosaceae. C'est un rosier appartenant à la section des Caninae, originaire d'Europe centrale.

## Description
C'est un arbrisseau aux rameaux anguleux, parfois en zigzag et au feuillage vert bleuté.
Les fleurs, en bouquets, sont rose foncé et donnent de petits fruits, en forme de bouteille

## Synonyme
- Rosa omissa Déségl.